# Власовский (посёлок, Саратовская область)
Власовский — посёлок в Саратовском районе Саратовской области России. С 1 января 2022 года входит в состав городского округа город Саратов.
Посёлок Власовский был основан в 1911 году на реке Горючке, вероятно, как один из хуторов на вненадельной земле. На карте Саратовского уезда 1923 года хутор Власов показан несколько в другом месте - сейчас это юго-восточная окраина посёлка Ивановский; а на месте нынешнего Власовского указывается хутор Аносова. В послереволюционные годы Власов некоторое время входил в Колотово-Буеракский сельсовет, а к 1927 году - в Есиповский сельсовет Саратовского уезда. На 1941 год в поселке имелось 19 домов.
Во второй половине прошлого столетия населенный пункт, получивший наименование посёлок Власовский, числился в составе Колотово-Буеракского сельсовета, колхоза "Маяк". В 1987 году здесь проживало около 30 человек.

## Физико-географическая характеристика
Посёлок расположена в юго-западной части Саратовского района, вблизи к автотрассе Р228 («Саратов—Волгоград»). Расстояние до административного центра села Михайловка — 31 км, до областного центра составляет 25 км. С областным центром Власовский связан автодорогой. Недалеко от посёлка расположена остановка электропоезда "35 километр" по железнодорожному направлению Саратов - Петров Вал. 
Часовой пояс
Посёлок Власовский, как и вся Саратовская область, находится в часовой зоне МСК+1. Смещение применяемого времени относительно UTC составляет +4:00.
Уличная сеть
В посёлке Власовском одна единственная улица — Луговая и одна территория садового некоммерческого товарищества — СНТ «Власово.

## Население
| 2010 |
| ---- |
| 6    |

В селе на 1 января 2018 года проживало 9 человек, насчитывается 2 домовладения.

## Достопримечательности
- В центральной части посёлка расположен большой водоём - пруд, со всех сторон окружённый зеленью деревьев.